# Edvard Lehmann (religionshistoriker)
Johannes Edvard Lehmann, född den 19 augusti 1862 i Köpenhamn, död där den 23 mars 1930, var en dansk religionshistoriker. Han var  brorson till Orla Lehmann samt far till Jörgen Lehmann.

## Biografi
Lehmann blev teologie kandidat vid Köpenhamns universitet 1886, studerade flera år utomlands (i Lund, Tyskland och Holland) samt blev filosofie doktor i Köpenhamn 1896 och docent i religionshistoria där 1900. Han uppfördes samma år på förslag till professuren i religionshistoria i Leiden, antog 1909 kallelse till den efter Otto Pfleiderers död inrättade professuren i religionshistoria och religionsfilosofi vid Berlins universitet och utnämndes 1910. Samma år blev han teologie doktor i Leiden. 
Av hans rikhaltiga och betydelsefulla vetenskapliga produktion bör nämnas Religion og Kultur i Avesta (1896), Hedensk Monoteisme (1897), Guder og Helte (1898), Zarathustra (2 band, 1899–1902), Mystik i Hedenskab og Kristendom (1904), Die Anfänge der Religion und die Religion der primitiven Völker (i "Die Kultur der Gegenwart", 1906), Buddha (1907) och Erscheinungswelt der Religion (i "Die Religion in Geschichte und Gegenwart", 1910). För de senare upplagorna av P.D. Chantepie de la Saussaye, Lehrbuch der Religionsgeschichte, skrev han avdelningarna om inderna och perserna och delvis grekerna. Från den fjärde upplagan övertog han utgivandet av detta verk, det främsta i sitt slag på sin tid. Åren 1900–1907 skötte Lehmann avdelningen för religionshistoria i Theologischer Jahresbericht. Han utmärkte sig särskilt för sin forskning om den religiösa utvecklingen i antikens Iran. 
Lehmann förenade teologiska studier och fackkunskap på de bibliska religionernas område med studier i utombibliska religioner. Han hade även en omsorgsfull orientering över den allmänna religionshistorien och en självständig hållning till de skilda riktningarna inom forskningen. Lehmann var en av religionsvetenskapens främsta målsmän i början av 1900-talet och utövade ett vidsträckt inflytande genom såväl sin vetenskapliga auktoritet som sitt stilistiska mästerskap. 
Under en lång följd av år gjorde sig Lehmann känd i de nordiska länderna som föreläsare för vidare kretsar. Från denna verksamhet härstammar bland annat essaysamlingen Almueliv og Eventyr (1910). Sin teologiska och religionsfilosofiska ståndpunkt och utveckling proklamerade Lehmann i Fri Forskning og positiv Kristendom (1905) och Romantik og Kristendom (1910). Ett helt pedagogiskt program med starkt krav på reformering av tidens uppfostringsväsen utvecklas i Uppfostran till arbete (1900, svensk originalupplaga). Praktisk-religiösa och kyrkliga syften tjänade Om Bibelen at læse og lære (1906), Præstevalg og Præstedannelse (1906) och Bibelbog (1909, ny översättning av bibeln i sammandrag i samarbete med Johannes Pedersen).
Lehmann lämnade 1913 professuren i Berlin och blev professor i teologisk encyklopedi vid Lunds universitet, där han 1918 kreerades till hedersdoktor. Av hans arbeten må ytterligare nämnas de religionshistoriska Sören Kierkegaard (1913), Religionsvetenskapen I (1914), Stället och vägen, ett religionshistoriskt perspektiv (1917), Religionerna, kortfattad religionshistoria (1918), Hedensk Gudetro og kristen Gudsfrygt (1919), Män och deras tro (1920), vidare Lighedens Land, en Bog om Danmark (1917), essayerna 7 danske Farvande (1923), Myter och sagor (1925) och Religionens värld (1926) samt artiklar i Nordisk familjebok. År 1923 började han utge Illustreret Religionshistorie under medverkan av en rad nordiska vetenskapsmän. Han invaldes som ledamot av Vetenskaps- och vitterhetssamhället i Göteborg 1917 och av Humanistiska vetenskapssamfundet i Lund 1918. År 1927 tog han avsked från professuren i Lund och bosatte sig i Danmark, där han dog.

## Utmärkelser
- Hedersdoktor vid Universitetet i Leiden,  1910[6]
- Riddare av Dannebrogorden,  1913[4]

[Redigera Wikidata]